# Blodelsheim
Blodelsheim es una comuna francesa, situada en el departamento de Alto Rin, en la región  de Alsacia.

## Demografía
| 942 | 980 | 1125 | 1198 | 1318 | 1409 |
| Para los censos de 1962 a 1999 la población legal corresponde a la población sin duplicidades (Fuente: INSEE [Consultar]) |     |      |      |      |      |